# Tafo
Tafo (auch: Old Tafo) ist eine Ortschaft in Ghana. Aufgrund der Bevölkerungs- und Siedlungsentwicklung der letzten Jahre ist umstritten, ob Tafo noch als eigene Stadt anzusehen ist, oder bereits einen Stadtteil von Kumasi, der Hauptstadt der Ashanti Region darstellt.

## Geografie
Eine weitere Ortschaft in der Nähe von Kumasi (oder ein Ortsteil) mit einer Distanz von ca. 3,3 Kilometer zum Kern von Tafo wird New Tafo genannt und ist von Tafo zu unterscheiden. Tarkwa liegt nur ca. 4,6 Kilometer von Tafo entfernt. Der Stadtkern von Kumasi ist ca. 9,8 Kilometer entfernt, doch ist keine offensichtliche Stadtgrenze zu Tafo zu erkennen.
In Kumasi bzw. in Tafo wurde bisher die niedrigste Temperatur Ghanas mit 12 °C gemessen.

## Bevölkerung
Bei der Volkszählung vom 18. März 1983 wurden in Tafo 25.688 gezählt. Eine Hochrechnung hat für Januar 2007 eine Bevölkerungszahl von 53.165 angegeben. Damit liegt Tafo separat betrachtet auf Rang 23 der Liste der bevölkerungsreichsten Städte Ghanas.

## Politik
Tafo ist auch aufgrund seiner Geschichte Sitz eines regionalen Aschanti-Königs, dem Tafohene. In Tafo oder Old Tafo, liegt einer der städtischen Wahlkreise von Kumasi, die jeweils einen Direktkandidaten ins Parlament entsenden.

## Infrastruktur
Ein wichtiges Kakao-Forschungsinstitut wurde im Juni 1938 in Tafo mit ehemals 1000 Mitarbeitern eröffnet. Nunmehr sind lediglich ca. 200 Mitarbeiter beschäftigt, die im Wesentlichen Forschungsarbeit und Überwachungstätigkeiten im Bereich des Kakaoanbaus durchführen. Auf Testfeldern und im Labor wird auch die biologische Bekämpfung von afrikanischen Heuschrecken mit spezifischen Pathogenen erprobt und entwickelt.
Mit dem Tafo Hospital ist ein wichtiges Krankenhaus in Tafo angesiedelt, das in der Gesundheitsversorgung der ansässigen Bevölkerung eine große Rolle spielt.

## Abgrenzung
Es gibt etwa 150 km ostsüdöstlich eine weiter Kombination aus New und Old Tafo, etwa bei den Koordinaten 06° 13' N, 0° 22' W.